# Merkextensie
Een merkextensie is de marketinguitbreiding van de eigenschappen van een bepaald merk buiten het bestaande assortiment. Een merkextensie heeft als voorwaarde om succesvol te zijn dat de merkwaarden ook relevant zijn voor het nieuwe product. In de ideale situatie versterkt de extensie op haar beurt ook weer het initiële aanbod.
Merkextensies hebben aan populariteit gewonnen doordat de financiële risico's en de kosten van adverteren en promotie sterk gestegen zijn. Er worden echter al sinds circa 1990 vraagtekens gezet of er ook geen risico's aan merkextensies verbonden zijn. De merkwaarde van een merk zou schade kunnen ondervinden van niet succesvolle merkextensies. Dit laatste lijkt vooral het geval te zijn indien de merkextensie niet aansluit bij de waarden die in het originele merk aanwezig zijn. Een fictief voorbeeld hiervan is als Harley-Davidson actief zou worden in de luier-industrie.
Ondanks de toegenomen populariteit van merkextensies zijn productextensies nog steeds de grootste categorie binnen innovaties. David Aaker haalt een onderzoek aan waaruit blijkt dat van alle (Amerikaanse) nieuwe introducties 89% extensies van bestaande producten betreft en het slechts in 6% van de gevallen om merkextensies gaat.  De introductie van geheel nieuwe merken vormen volgens dit onderzoek met 5% de kleinste categorie van innovaties.
Merkextensies verschillen van productextensies doordat deze laatste groep slechts een variant van het originele product dat in dezelfde productcategorie gelanceerd wordt.

## Voorbeelden
- Blue Band dat naast margarines haar merk uitbreidde naar brood en pannenkoeken premix
- Harley-Davidson dat naast motoren ook aftershave op de markt brengt (dit is concept extension)
- Magnum die naast ijsjes in Italië ook chocolade op de markt bracht
- Robijn dat naast wasmiddelen ook een wasverzachter lanceerde